# NGC 473
NGC 473 est une galaxie lenticulaire située dans la constellation des Poissons. NGC 473 a été découverte par l'astronome germano-britannique William Herschel en 1784.

## Caractéristiques
Sa vitesse par rapport au fond diffus cosmologique est de 1 819 ± 22 km/s, ce qui correspond à une distance de Hubble de 26,8 ± 1,9 Mpc (∼87,4 millions d'al).
À ce jour, une mesure non basée sur le décalage vers le rouge (redshift) donne une distance d'environ 29,800 Mpc (∼97,2 millions d'al). Cette valeur est tout juste à l'extérieur des valeurs de la distance de Hubble.

## Un disque entourant le noyau
Grâce aux observations du télescope spatial Hubble, on a détecté un disque de formation d'étoiles autour du noyau de NGC 473. La taille de son demi-grand axe est estimée à 1690 pc (~5510 années-lumière).